# Montappone

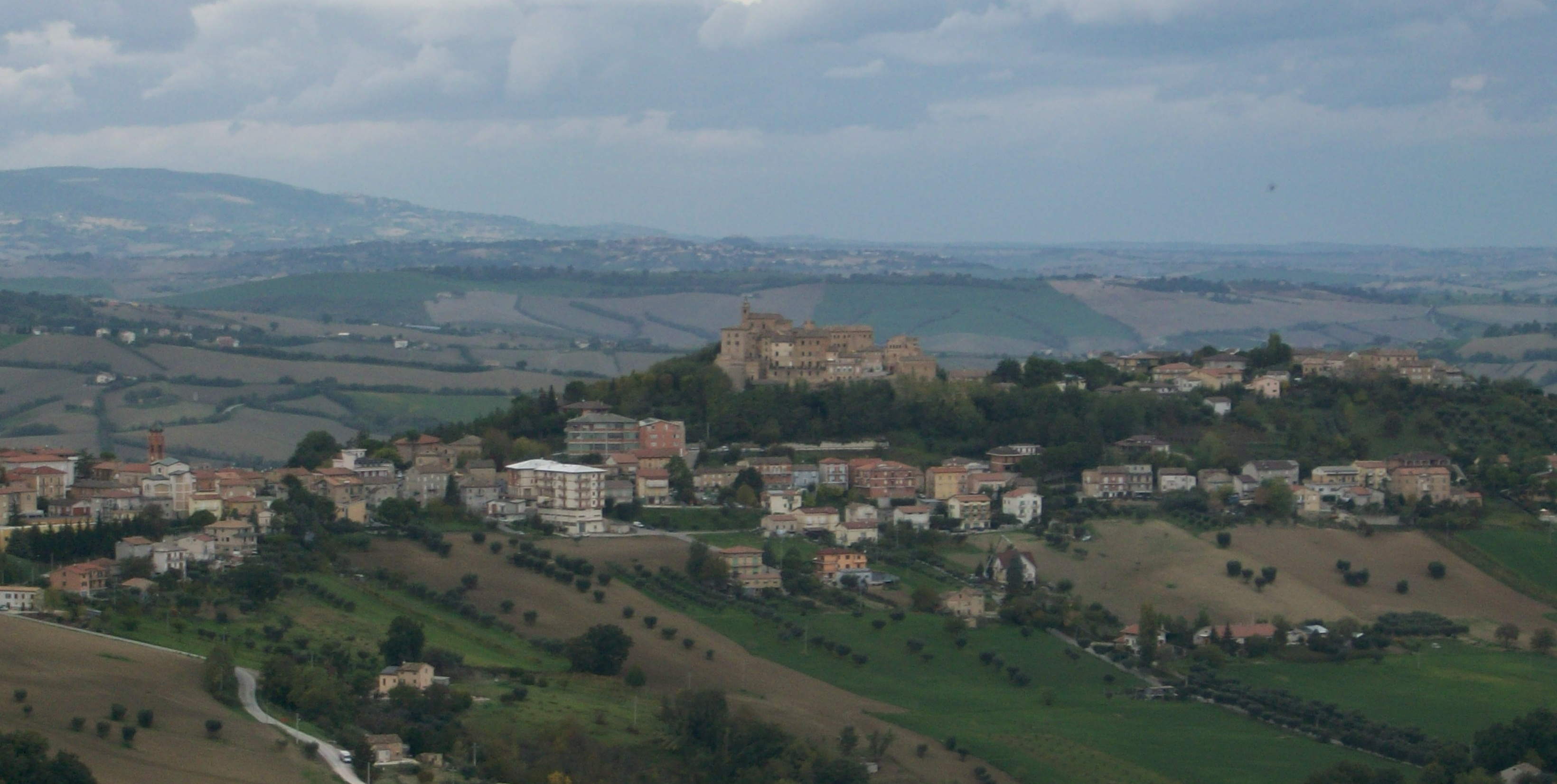
Montappone (2013)

Montappone là một đô thị ở tỉnh Ascoli Piceno ở vùngMarche, cách khoảng 50 km về phía nam của Ancona và khoảng 35 km về phía tây bắc của Ascoli Piceno. Đến thời điểm ngày 31 tháng 12 năm 2004, đô thị này có dân số là 1.780 người và diện tích là 10,4 km².
Montappone giáp các đô thị: Falerone, Loro Piceno, Massa Fermana, Monte Vidon Corrado, Montegiorgio, Sant'Angelo in Pontano.